# Helvella crispa
Helvella crispa (Giovanni Antonio Scopoli, 1772 ex Elias Magnus Fries ,1822) din încrengătura Ascomycota în familia Helvellaceae și de genul Helvella este o ciupercă gustoasă, dar numai restrâns comestibilă. Ea este denumită în popor mitră tomnatică sau zbârciog creț. Acest burete saprofit crește solitar sau în grupuri, fiind locuitor de sol umed, bogat, în humus neutru până calcaros, cu frunziș. El se poate găsi în România, Basarabia și Bucovina de Nord  prin lăstăriș în păduri de foioase, de-a lungul marginilor acestora pe pajiști precum la margini de drum și în șanțuri, adesea însoțit de ciuperci din familiile Sclerotiniaceae și Pezizaceae (de exemplu Peziza badia). Apare, de la câmpie la munte, dar preferat la nivel mijlociu, toamna, din septembrie până la sfârșitul lui noiembrie.

## Descriere

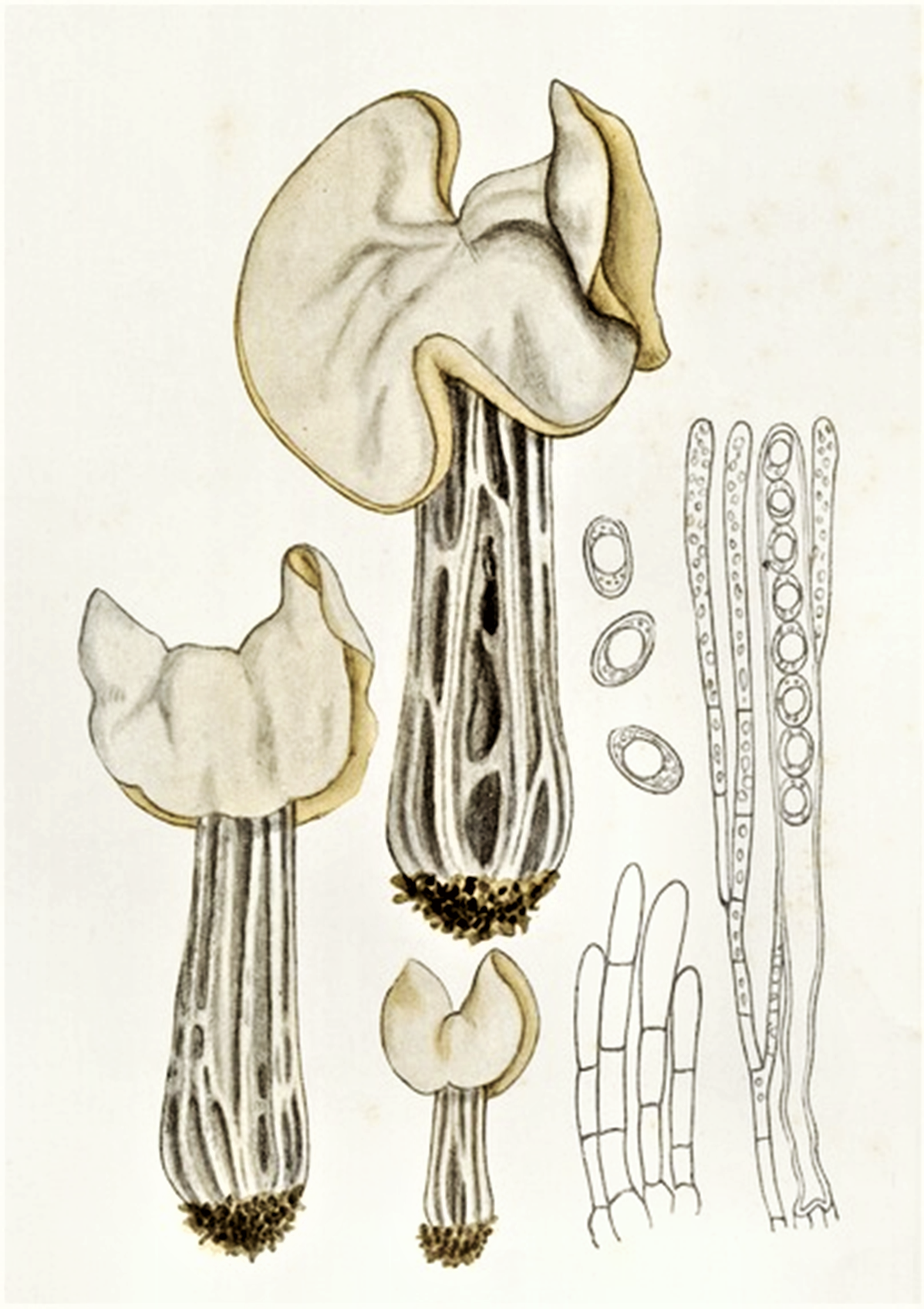
Bres.: H. crispa

- Corpul fructifer: regiunea fertilă circulară constând din 2-4 lobi de forme neregulate, are un diametru de 3-8 cm și o înălțime de 3-5 cm, este cărnoasă, fragilă și destul de răsucită și ondulată. Are un aspect caracteristic de șa sau mitră papală. Stratul producător de spori se află pe suprafața uscată și catifelată exterioară (de sus), unde coloritul variază de la albicios până la slab gri-maroniu. Suprafața interioara (de jos) este netedă și colorată ca pielea de porc.

- Piciorul: pare o înălțime de 2-15 (-25) cm și o grosime de 1,5-3,5 cm, este foarte evident, mai gros la bază și subțiat la vârf, cărnos, cu o consistență mai dură decât pălăria și profund brăzdat, cu nervuri groase longitudinale. Interiorul este străbătut de cavități neregulate și alungite. Coloritul este alb, la bătrânețe cu tonuri gălbuie.
- Carnea: peste albă, fragilă în pălărie, dar mai tare, puțin elastică în picior. Mirosul este în tinerețe proaspăt și plăcut fiind de gust foarte savuros. La bătrânețe, mirosul și gustul devin neplăcut, tare dulcișor, în plus, în acest stadiu sunt tare atacați de viermi.
- Caracteristici microscopice: prezintă spori elipsoidali, netezi, hialini (translucizi), cu o picătură uleioasă mai mare în mijloc și cu mai multe mici la poli. Ei sunt de culoare albă cu o mărime de 18-20 × 10-12 microni.[4][5]
- Reacții chimice: Cuticula corpului fructifer se decolorează cu Clorură de fier (III) imediat galben.[6]

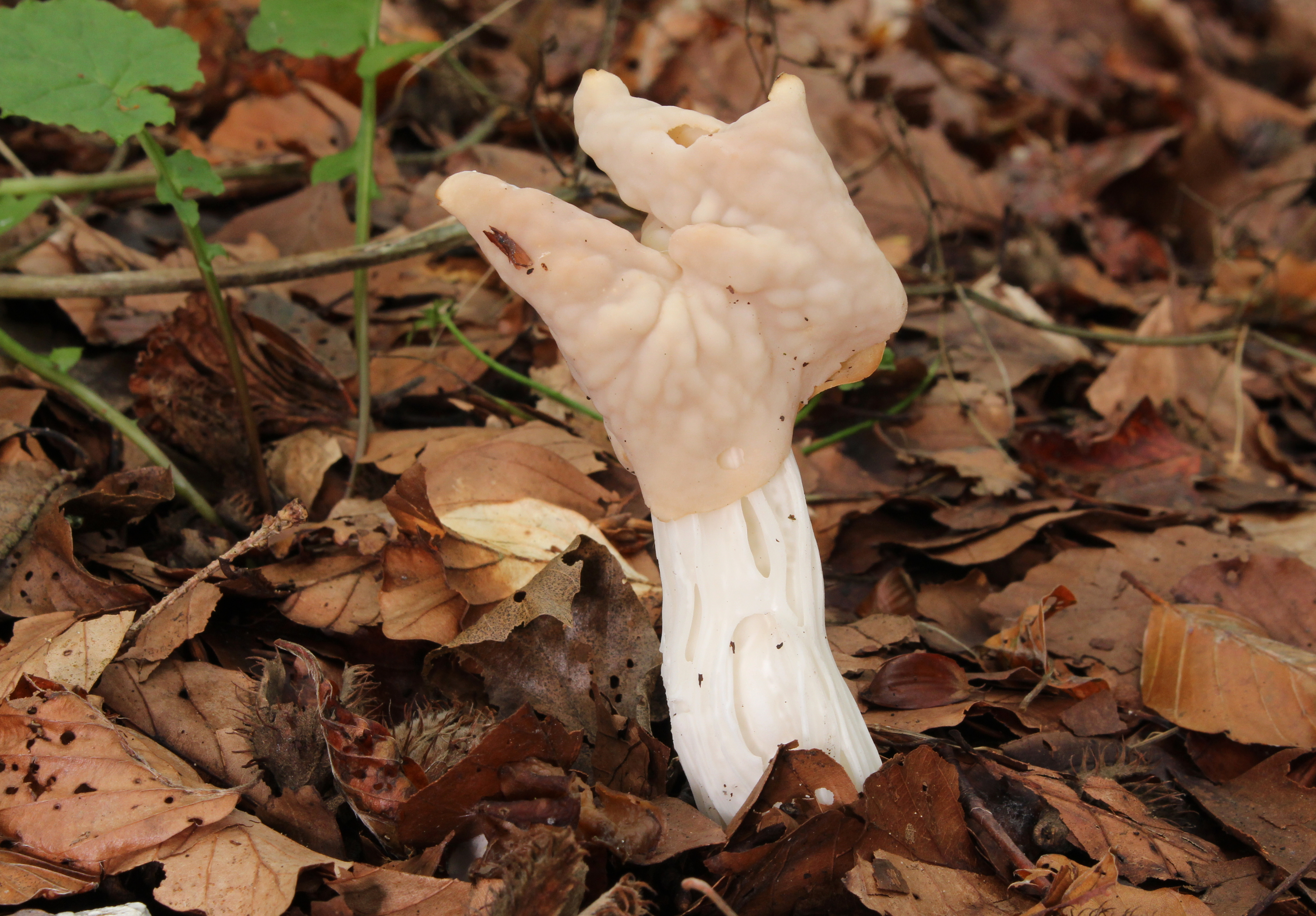
H. crispa cu pălărie mai închisă
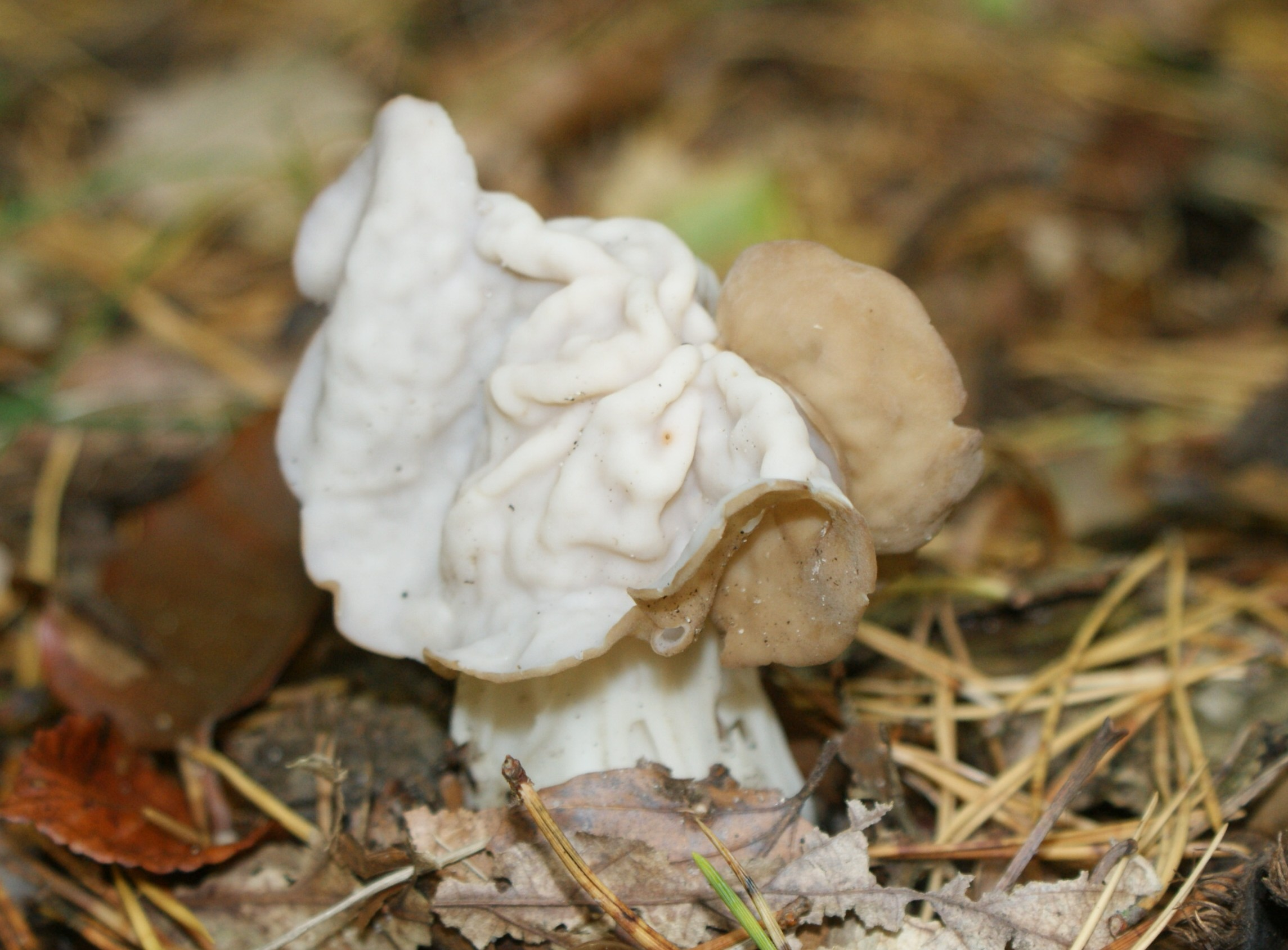
H. crispa tânără
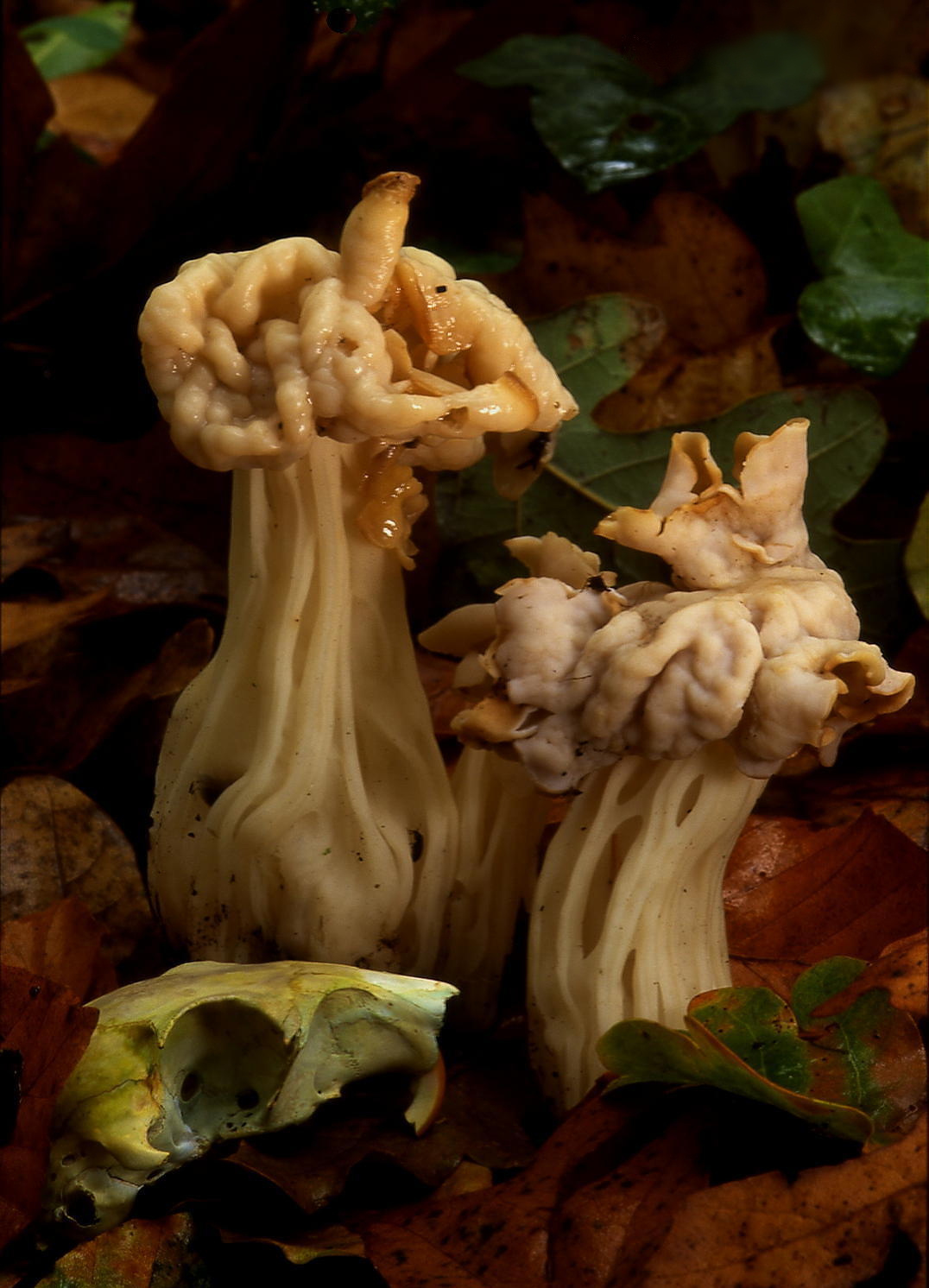
H. crispa bătrâne
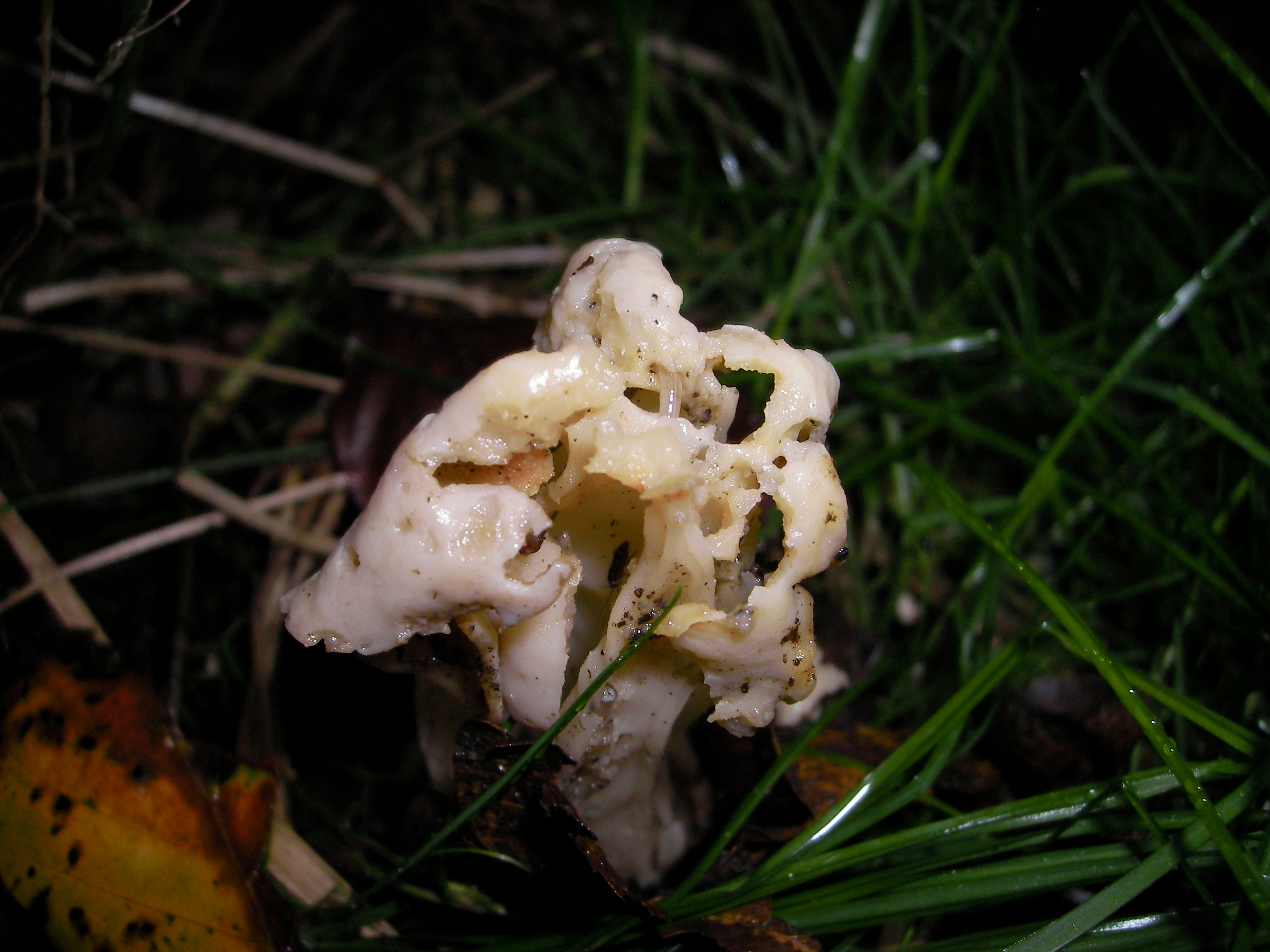
H. crispa în descompunere

## Confuzii
Mitra tomnatică poate fi confundată cu specii asemănătoare, ca de exemplu: Gyromitra fastigiata (comestibilitate restrânsă), Gyromitra infula (comestibilă, destul de rară), Helvella acetabulum (comestibilă), Helvella elastica (comestibilă), Helvella ephippium (necomestibilă), Helvella lacunosa (comestibilă) Helvella latispora (necomestibilă) sau Helvella pityophila (comestibilitate restrânsă).

## Specii asemănătoare

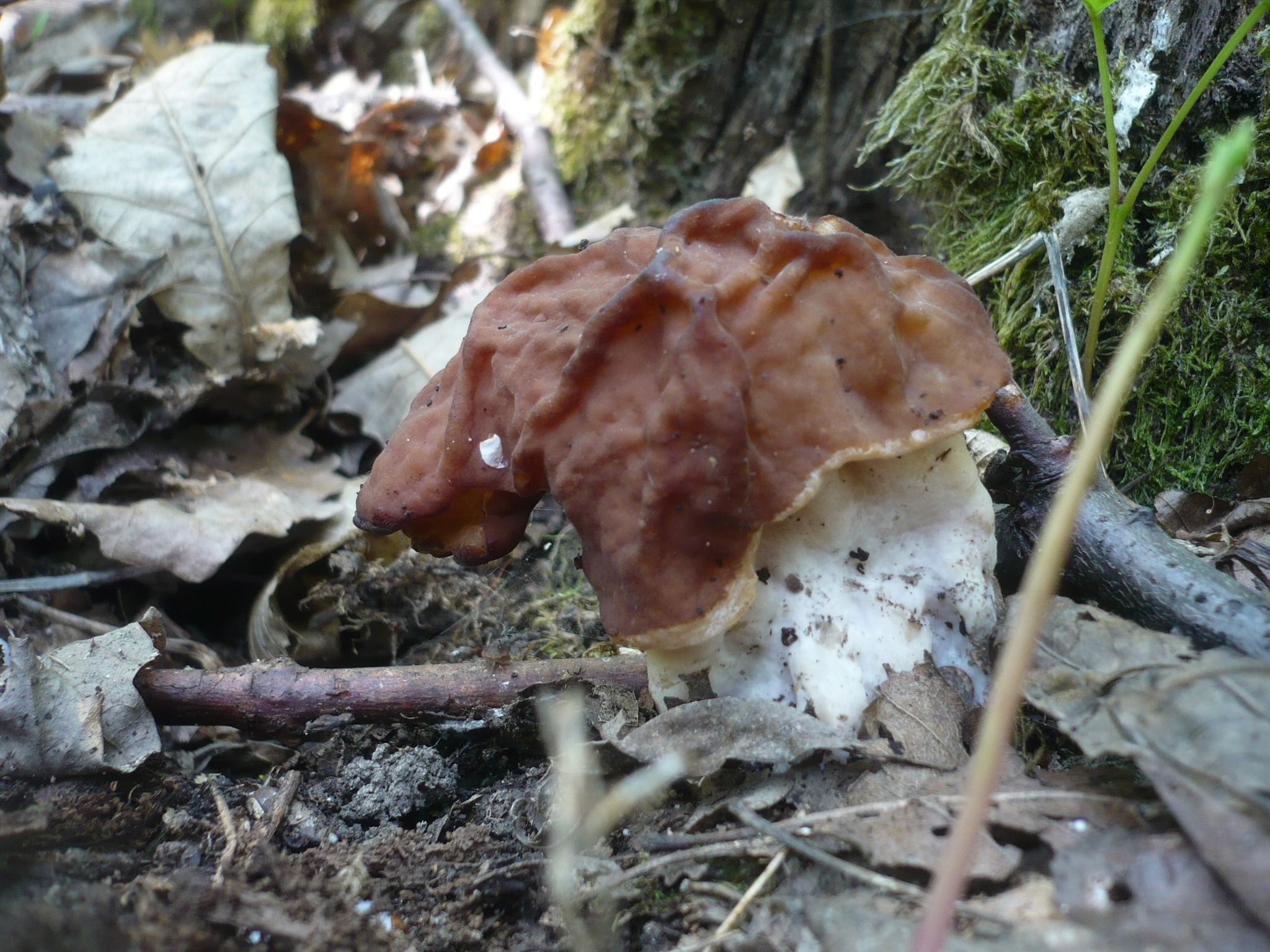
Gyromitra fastigiata
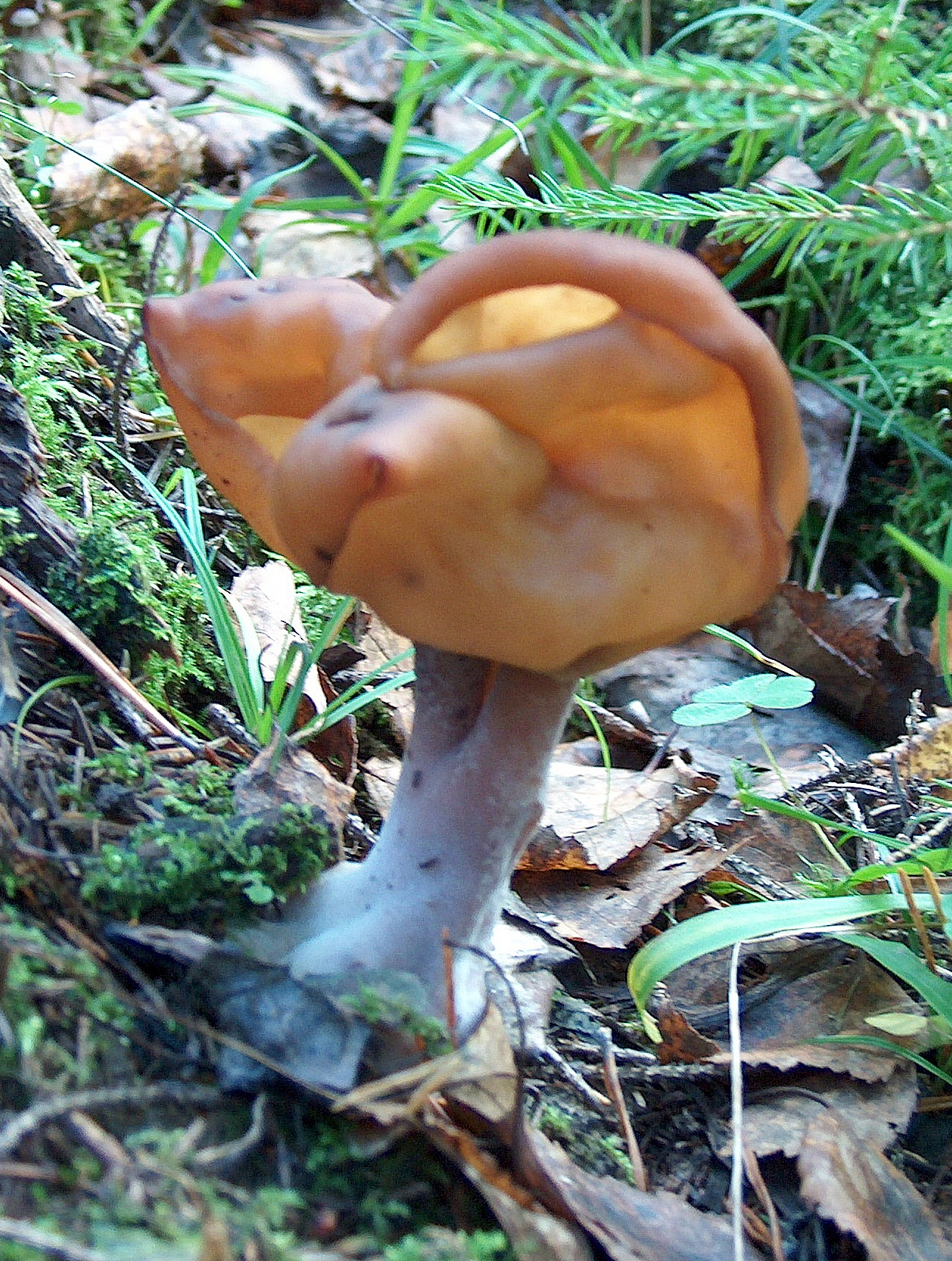
Gyromitra infula
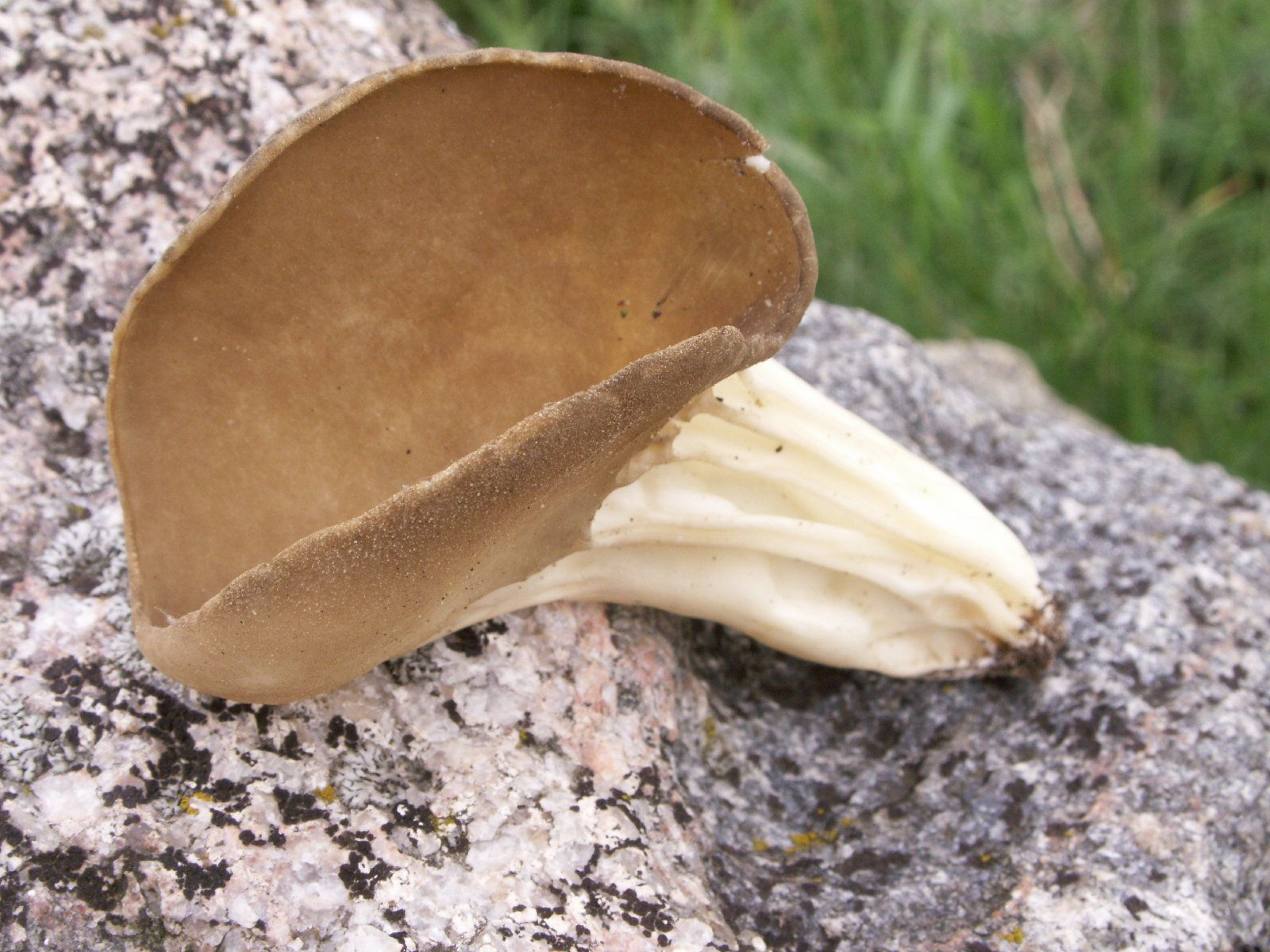
Helvella acetabulum
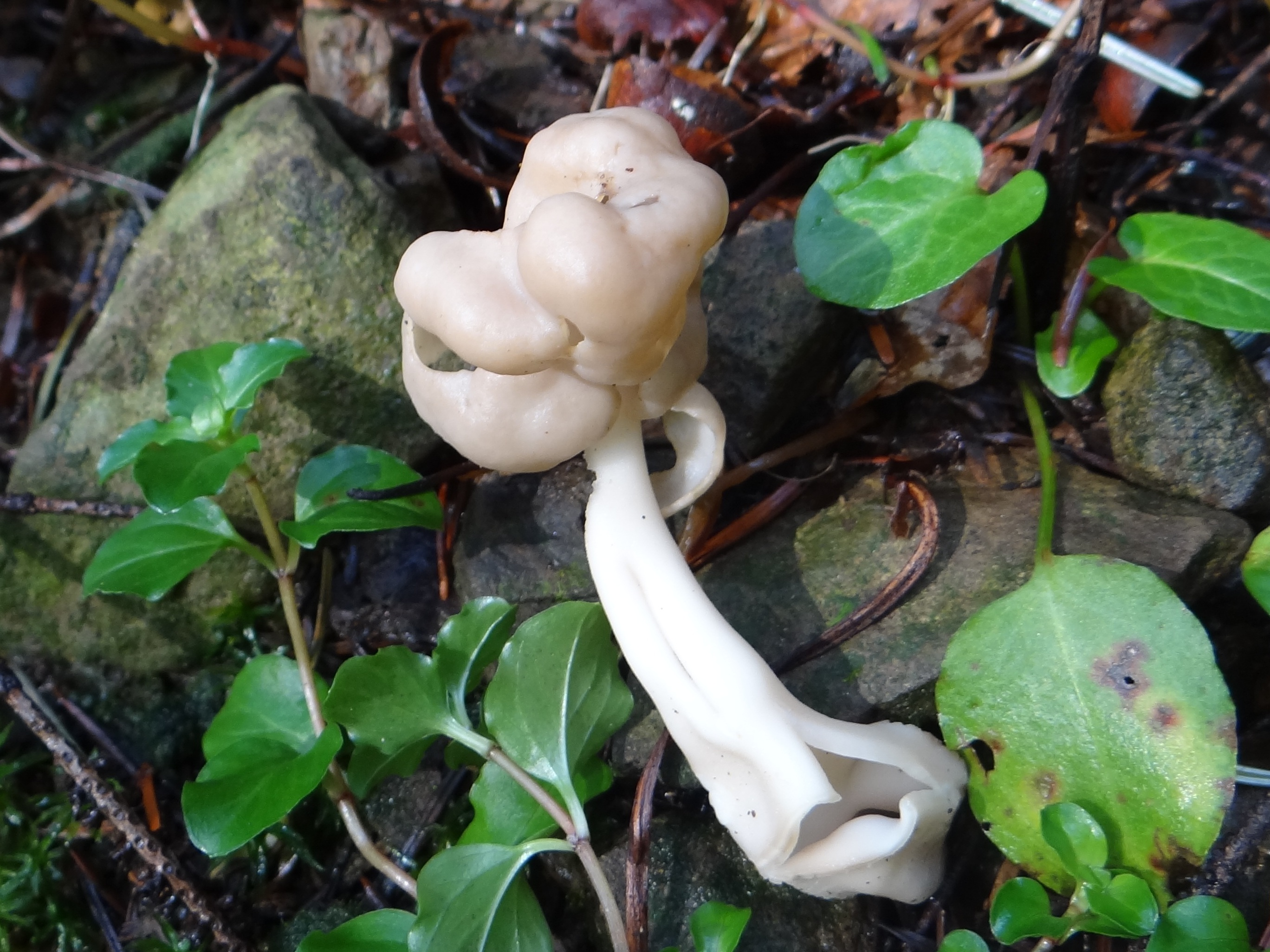
Helvella elastica

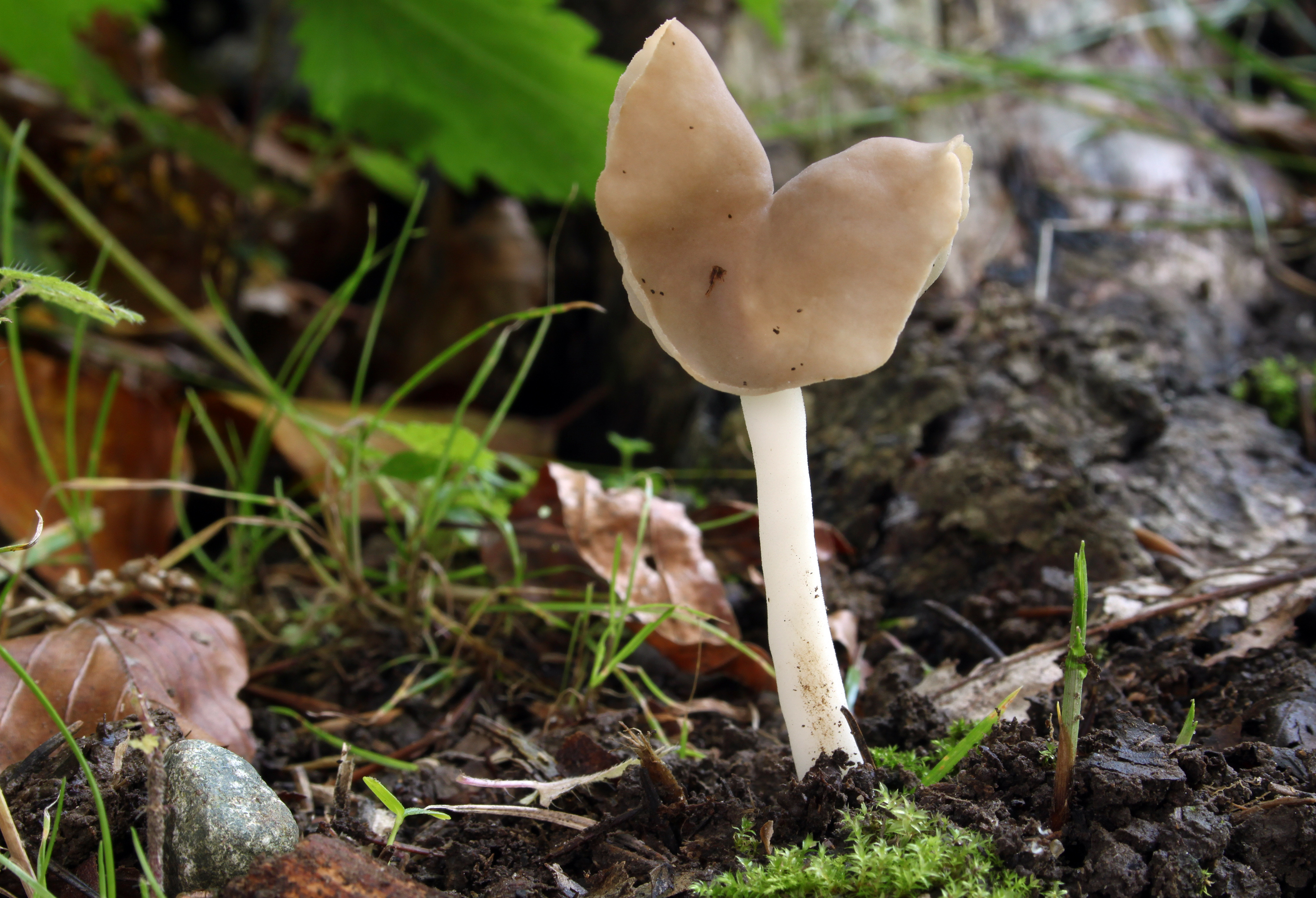
!Helvella ephippium!
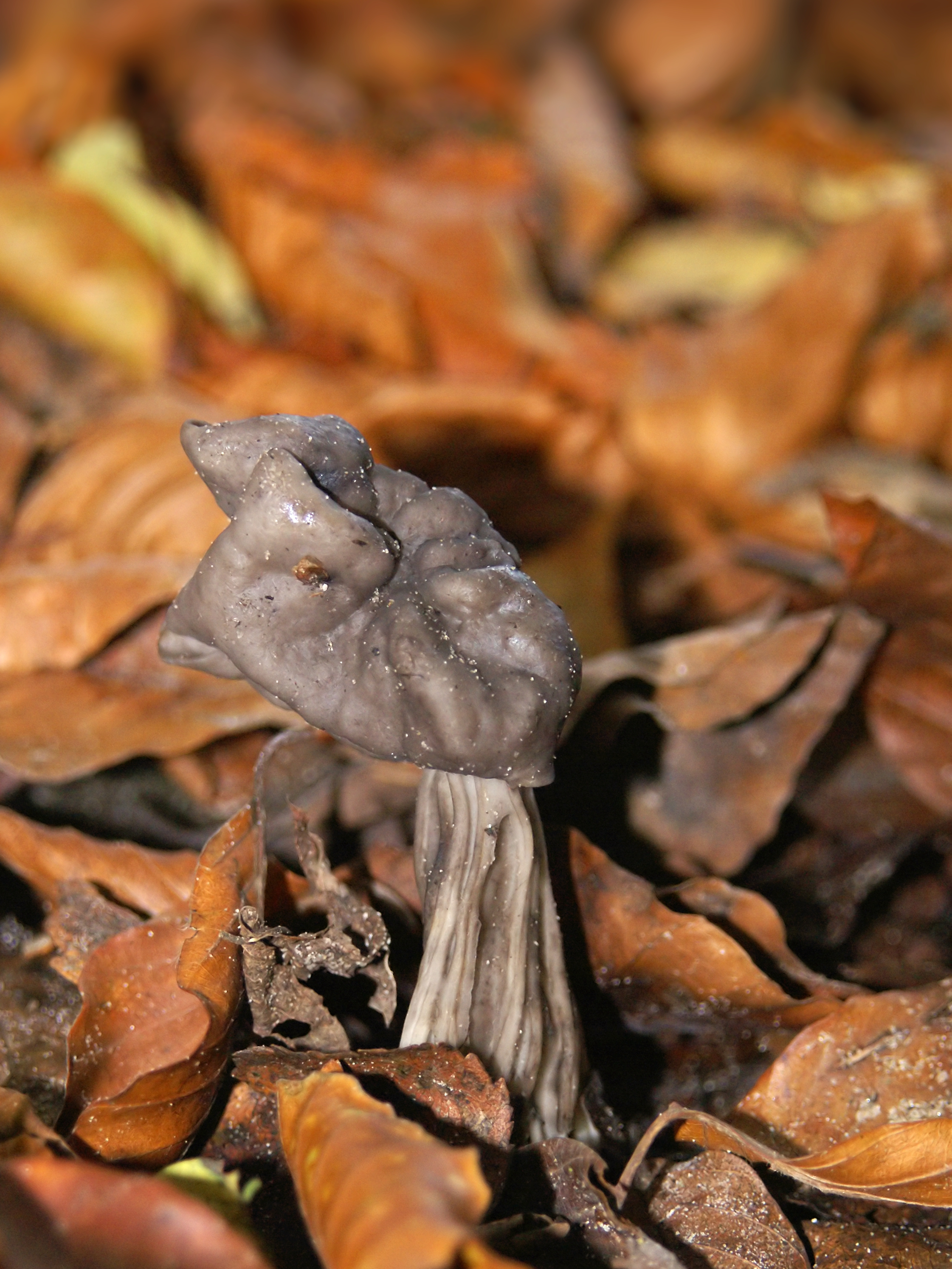
Helvella lacunosa
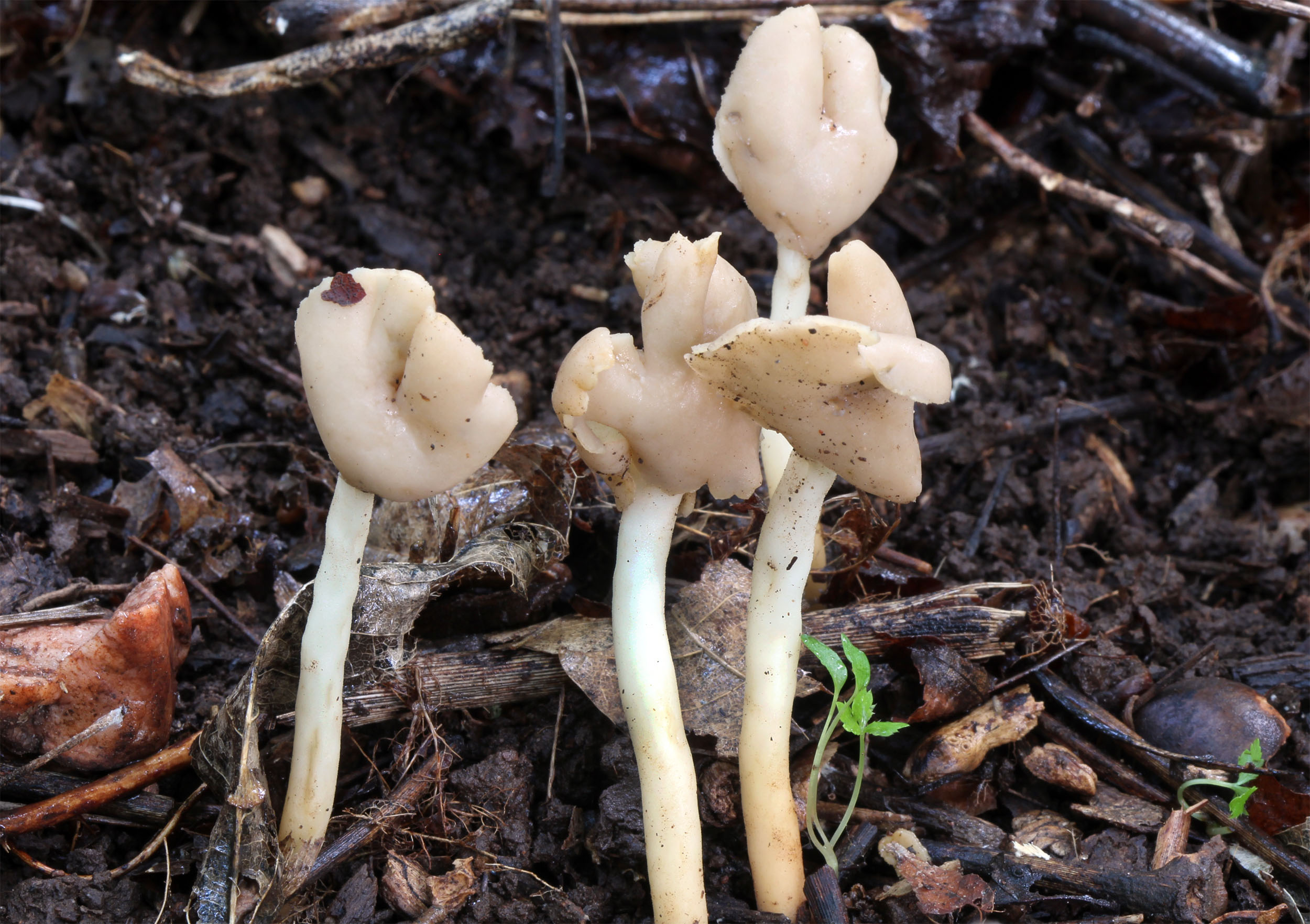
!Helvella latispora!
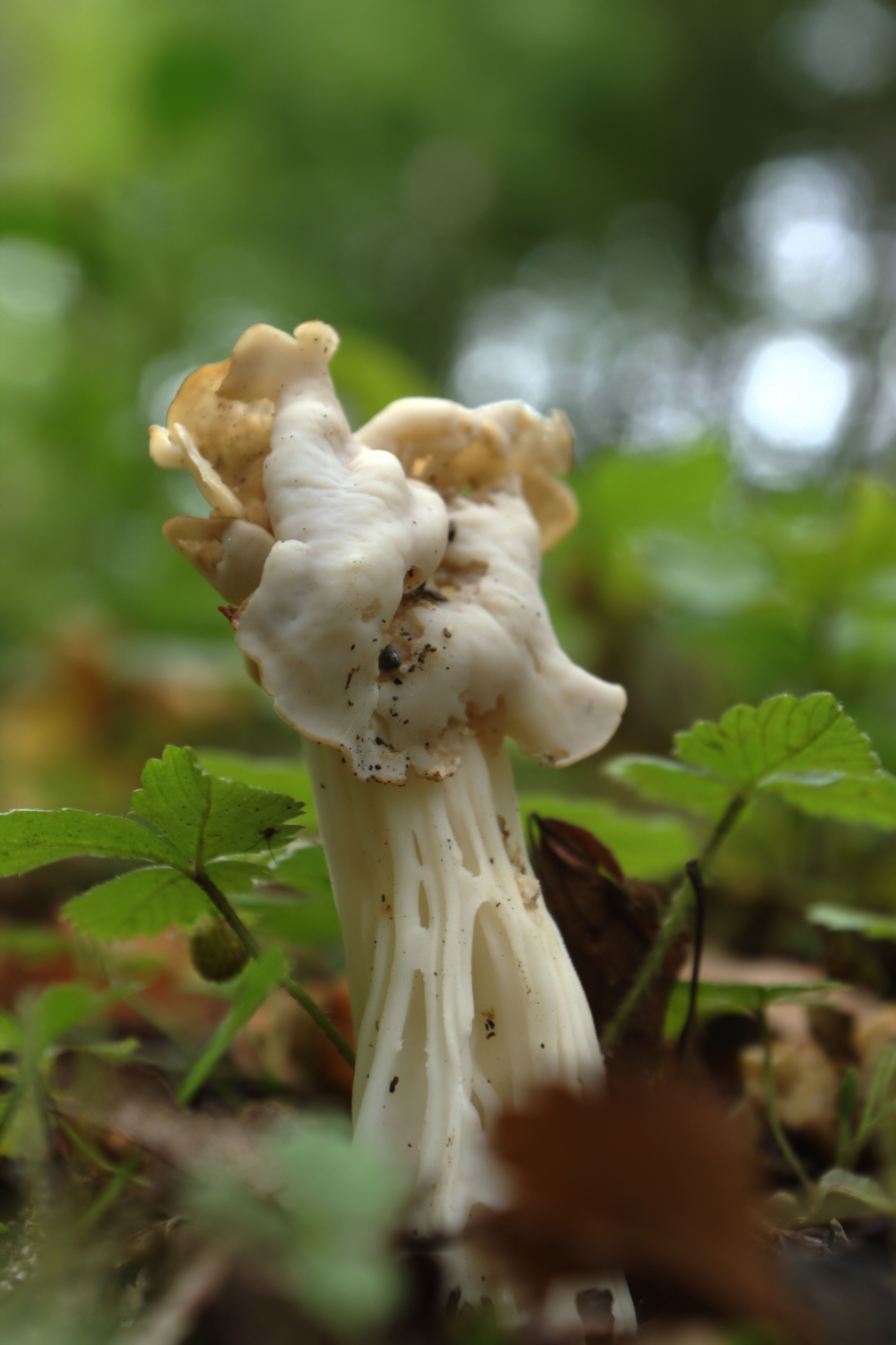
Helvella pityophila

## Valorificare

Mono-metil-hidrazină

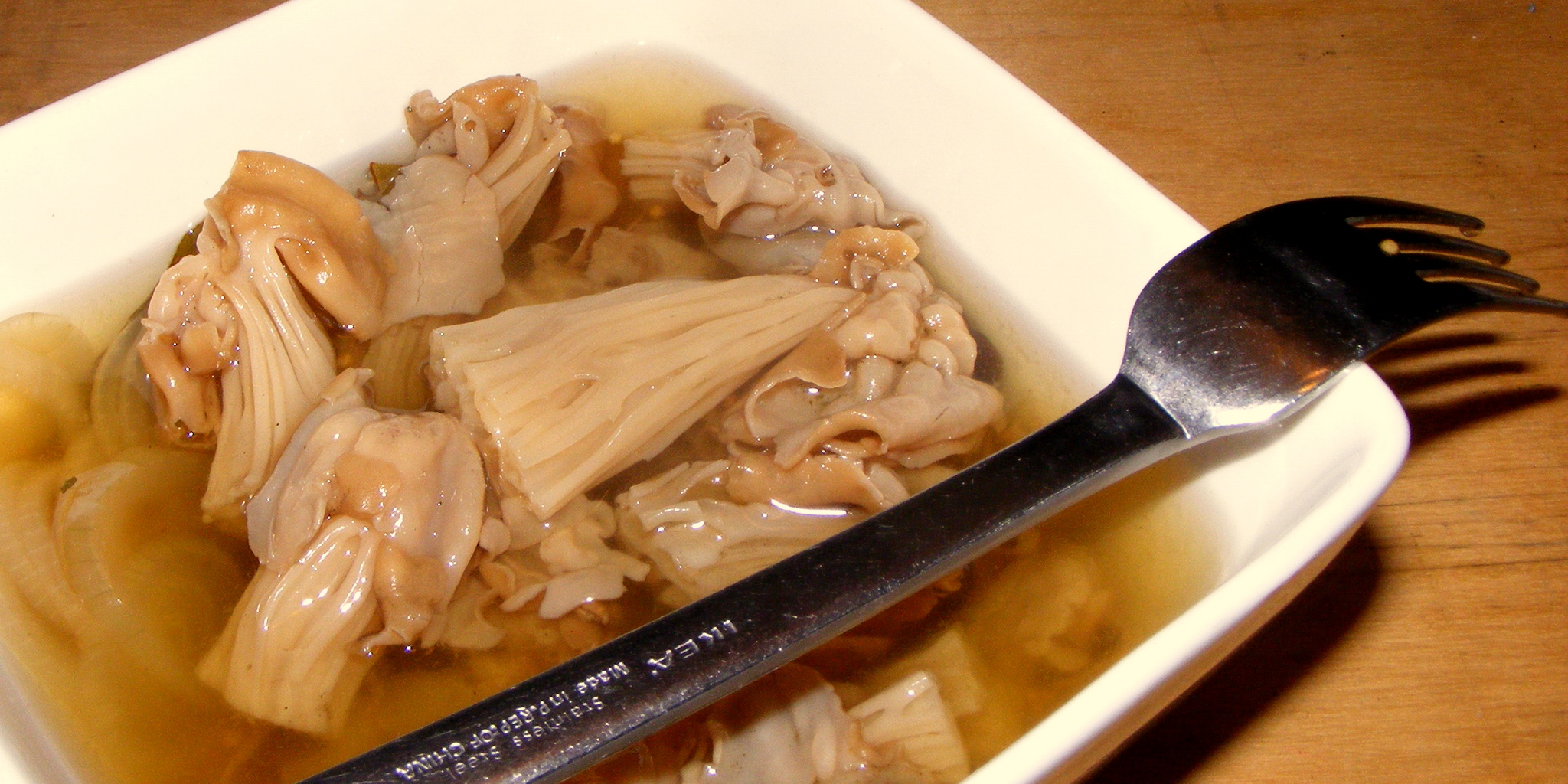
Mitre tomnatice murate

Vorbind despre ciuperci, trebuie menționat caracterul duplicitar al tot mai multor bureți din zilele noastre, printre care se enumeră și această specie: Fiind considerată de mult și până în prezent ca ciupercă comestibilă de bună calitate și savuroasă, azi această calitate este  contestată de câțiva micologi, existând studii [elvețiene] care au arătat ca ar conține toxica giromitrină (ca și diverse soiuri de zbârciogi), ce este fapt. 
Un răspuns adecvat a venit de la profesorul dr. Siegmar Berndt, medic, toxicolog al Deutsche Gesellschaft für Mykologie (Societatea micologică germană) și director emeritat al clinici neurologice Vinzenzkrankenhaus din Paderborn. Citat (extras): „Spre deosebire de Gyromitra esculenta care conține foarte multă giromitrină și/sau produsul ei de degradare Mono-metil-hidrazină (MMH), ... în Helvella crispa s-au găsit doar urme de Giromitrină sau MMH, astfel pot fi consumate în cantități obișnuite fără îndoială.” Mai departe merge farmacologa, toxicologa, micologa germană Ruth Seeger, fostă profesoară la Universitatea din Würzburg, care declară această ciupercă ca absolut ungiftig (absolut neotrăvitoare).
Trebuie menționat, că mitra tomnatică nu poate fi mâncată crud, pentru că conține toxina sus numită care însă se dizolvă în timpul  tratamentului termic sau la uscat peste mai lung timp. De asemenea, consumat în porții mari, poate cauza reacții neplăcute la persoane sensibile sau copii, pentru că buretele este cam greu de digerat și în cazul unei fierberi prea scurte ar putea să rămână resturi ale toxinei în mâncare. Ciuperca trebuie să fie curățată grijuliu (s-ar putea să se ascundă insecte în cavitățile piciorului), opărită și bine fiartă, ca toate speciile Helvella și Morchella. Potrivit pentru consum sunt numai exemplare tinere.
Ciuperca poate fi preparată ca Zbârciogul galben, dar de asemenea murată.
În consecință, se recomandă precauție.

## Bibiliografie
- (Marcel) Bon: “Pareys Buch der Pilze”, Editura Kosmos, Halberstadt 2012, ISBN 978-3-440-13447-4
- Bruno Cetto, vol. 1-3, 4, 7 (vezi sus)
- H. Clémençon: „Pilze im Wandel der Jahreszeiten”, vol. 1 și 2, Editura Éditions Piantanida, Lausanne 1981
- Rose Marie și Sabine Maria Dähncke: „700 Pilze in Farbfotos”, Editura AT Verlag, Aarau - Stuttgart 1979 și 1980, ISBN 3-85502-0450
- Rose Marie și Sabine Maria Dähncke: „Pilze”, Editura Silva, Zürich 1986
- Jean-Louis Lamaison & Jean-Marie Polese: „Der große Pilzatlas“, Editura Tandem Verlag GmbH, Potsdam 2012, ISBN 978-3-8427-0483-1
- J. E. și M. Lange: „BLV Bestimmungsbuch - Pilze”, Editura BLV Verlagsgesellschaft, München, Berna Viena 1977, ISBN 3-405-11568-2
- Hans E. Laux: „Der große Pilzführer, Editura Kosmos, Halberstadt 2001, p. 180-181, ISBN 978-3-440-14530-2
- Meinhard Michael Moser: „Kleine Kryptogamenflora der Pilze - Partea a.: „ Höhere Phycomyceten und Ascomyceten”. Partea b: „Kleine Kryptogamenflora de Helmut Gams” Editura G. Fischer, Jena 1950